# Kouloura

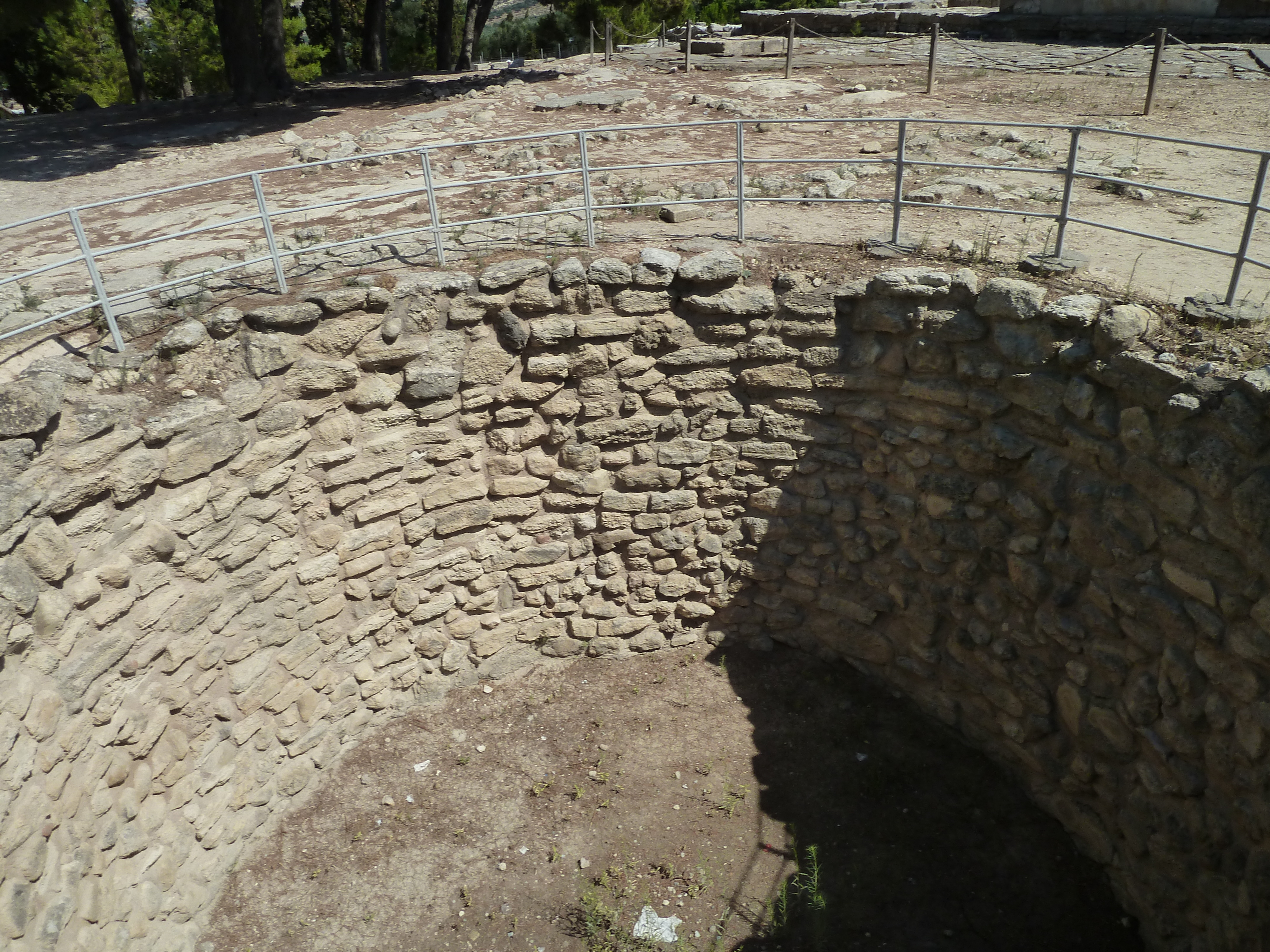
Kouloura à Knossos.

Un kouloura, ou koulourès (pluriel koulourai), est une fosse souterraine circulaire avec des murs de pierre. D'après la stratigraphie, les kouloura sont construits autour du IIe millénaire av. J.-C. (1850-1750 av. J.-C.) dans certaines colonies de la Crète antique, y compris Phaistos, Knossos et Mallia. 

## Étymologie
Arthur Evans invente le nom kouloura lors de son expédition à Knossos en 1903. Il nomme les fosses d'après kouloura, le pain grec rond, en raison de la forme similaire des deux objets.

## Découverte et emplacements
Arthur Evans découvre les quatre premiers kouloura en 1903 à Cnossos. Par la suite, Fernand Chapouthier découvre huit kouloura supplémentaires à Mália, et le duo Luigi Pernier et Doro Levi en déterre quatre à Phaistos. Ces fosses se trouvent toujours dans les limites de sites majeurs, notamment la cour ouest de Knossos et la cour supérieure de Phaistos.

## Fonction
Plusieurs théories sont avancées concernant la fonction de ces kouloura dans la culture minoenne antique. Cependant, il n'y a que trois théories majoritairement soutenues.
- Arthur Evans, le découvreur original des fosses, émet l'hypothèse qu'il s'agit de fosses à ordures en raison de l'absence de murs en ciment pour empêcher les infiltrations d'eau ;
- Chapouthier et Pernier croient qu'il s'agit en fait d'anciennes citernes, d'après la présence d'un long abreuvoir dans l'une des kouloura de Knossos. Cependant, le défaut de cette théorie demeure que la plupart des fosses ne contiennent aucune forme d'imperméabilisation, un concept familier à d'autres civilisations à cette époque[1] ;
- La théorie la plus communément acceptée est que les kouloura sont un type de grenier pour stocker l'excédent de récolte. Cette idée nait du fait que les royaumes de la période minoenne se développent en grande partie grâce à la capacité de stocker, d'entretenir et de distribuer des produits alimentaires[3].